# Спрінг-Веллі (Нью-Йорк)
Спрінг-Веллі (англ. Spring Valley) — селище (англ. village) в США, в окрузі Рокленд штату Нью-Йорк. Населення — 33 066 осіб (2020).

## Географія
Спрінг-Веллі розташований за координатами 41°6′52″ пн. ш. 74°2′55″ зх. д. / 41.11444° пн. ш. 74.04861° зх. д. (41.114567, -74.048712).  За даними Бюро перепису населення США в 2010 році селище мало площу 5,23 км², з яких 5,22 км² — суходіл та 0,01 км² — водойми.

## Демографія
Згідно з переписом 2010 року, у селищі мешкало 31 347 осіб у 8755 домогосподарствах у складі 6417 родин. Густота населення становила 5998 осіб/км².  Було 9374 помешкання (1794/км²).
Расовий склад населення:
| - 39,4 % — білих - 36,8 % — чорних або афроамериканців - 3,8 % — азіатів - 0,6 % — корінних американців - 0,1 % — вихідців з тихоокеанських островів - 15,6 % — осіб інших рас |

До двох чи більше рас належало 3,7 %. Частка іспаномовних становила 30,6 % від усіх жителів.
За віковим діапазоном населення розподілялося таким чином: 31,3 % — особи молодші 18 років, 61,6 % — особи у віці 18—64 років, 7,1 % — особи у віці 65 років та старші. Медіана віку мешканця становила 28,8 року. На 100 осіб жіночої статі у селищі припадало 103,1 чоловіків;  на 100 жінок у віці від 18 років та старших — 103,5 чоловіків також старших 18 років.
Середній дохід на одне домашнє господарство  становив 65 658 доларів США (медіана — 45 326), а середній дохід на одну сім'ю — 67 131 долар (медіана — 46 612). Медіана доходів становила 36 539 доларів для чоловіків та 36 079 доларів для жінок. За межею бідності перебувало 25,7 % осіб, у тому числі 36,9 % дітей у віці до 18 років та 12,8 % осіб у віці 65 років та старших.
Цивільне працевлаштоване населення становило 14 133 особи. Основні галузі зайнятості: освіта, охорона здоров'я та соціальна допомога — 28,4 %, роздрібна торгівля — 12,9 %, науковці, спеціалісти, менеджери — 11,3 %, мистецтво, розваги та відпочинок — 9,9 %.